# Sleepy Hollow (série télévisée)
Pour les articles homonymes, voir Sleepy Hollow.
Sleepy Hollow est une série télévisée américaine en 62 épisodes de 42 minutes créée par Alex Kurtzman, Roberto Orci, Phillip Iscove et Len Wiseman, une version moderne de La Légende de Sleepy Hollow, diffusée entre le 16 septembre 2013 et le 31 mars 2017 sur le réseau Fox et en simultané au Canada sur le réseau Global pour les deux premières saisons, puis sur CTV Two pour les suivantes.
Au Québec, la série est diffusée depuis le 25 août 2014 sur Ztélé, et en France, depuis le 21 septembre 2014 sur W9 (saison 1), à partir du 5 mai 2015 sur 6ter (saison 2) et dès le 21 juillet 2015 sur M6, en Suisse, depuis le 26 janvier 2015 sur RTS Un, et en Belgique francophone depuis le 3 mars 2018 sur Plug RTL.

## Synopsis
Ichabod Crane, espion pour le compte de George Washington durant la guerre d’indépendance se réveille au XXIe siècle dans la ville de Sleepy Hollow, dans l'État de New York. Il n'est pas le seul à revenir d'entre les morts puisque le cavalier sans tête le suit et tue le shérif de la ville, August Corbin.
Abbie Mills, ex-partenaire du shérif, se retrouve à faire équipe avec Crane pour résoudre les crimes et les mystères qui entourent le cavalier sans tête.

## Distribution

### Acteurs principaux
- Tom Mison (VF : Rémi Bichet) : Ichabod Crane
- Nicole Beharie (VF : Élisabeth Ventura) : Lieutenant Grace Abigail « Abbie » Mills (saisons 1 à 3)
- Lyndie Greenwood (VF : Géraldine Asselin) : Jenny Mills (récurrente saison 1, principale saisons 2 à 4)
- Orlando Jones (VF : Franck Gourlat) : Capitaine Frank Irving (saisons 1 et 2)
- Katia Winter (VF : Anneliese Fromont) : Katrina Crane (saisons 1 et 2)
- John Noble (VF : Patrick Messe) : Henry Parrish / Jérémy Crane (récurrent saison 1 et 4, principal saison 2)
- Zach Appelman (VF : Rémi Caillebot) : Joe Corbin (récurrent saison 2, principal saison 3)
- Lance Gross (VF : Christophe Sergent) : Agent du FBI Daniel Reynolds (saison 3)
- Nikki Reed (VF : Edwige Lemoine) : Betsy Ross (saison 3)
- Shannyn Sossamon (VF : Julie Dumas) : Pandora (saison 3)

Photos des acteurs principaux
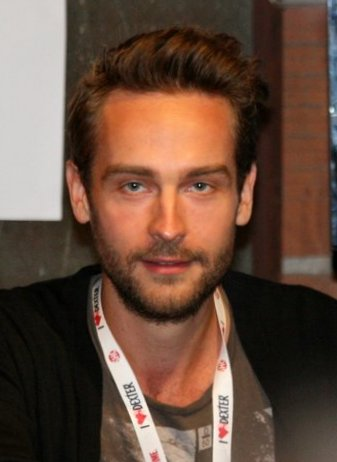
Tom Mison interprète Ichabod Crane
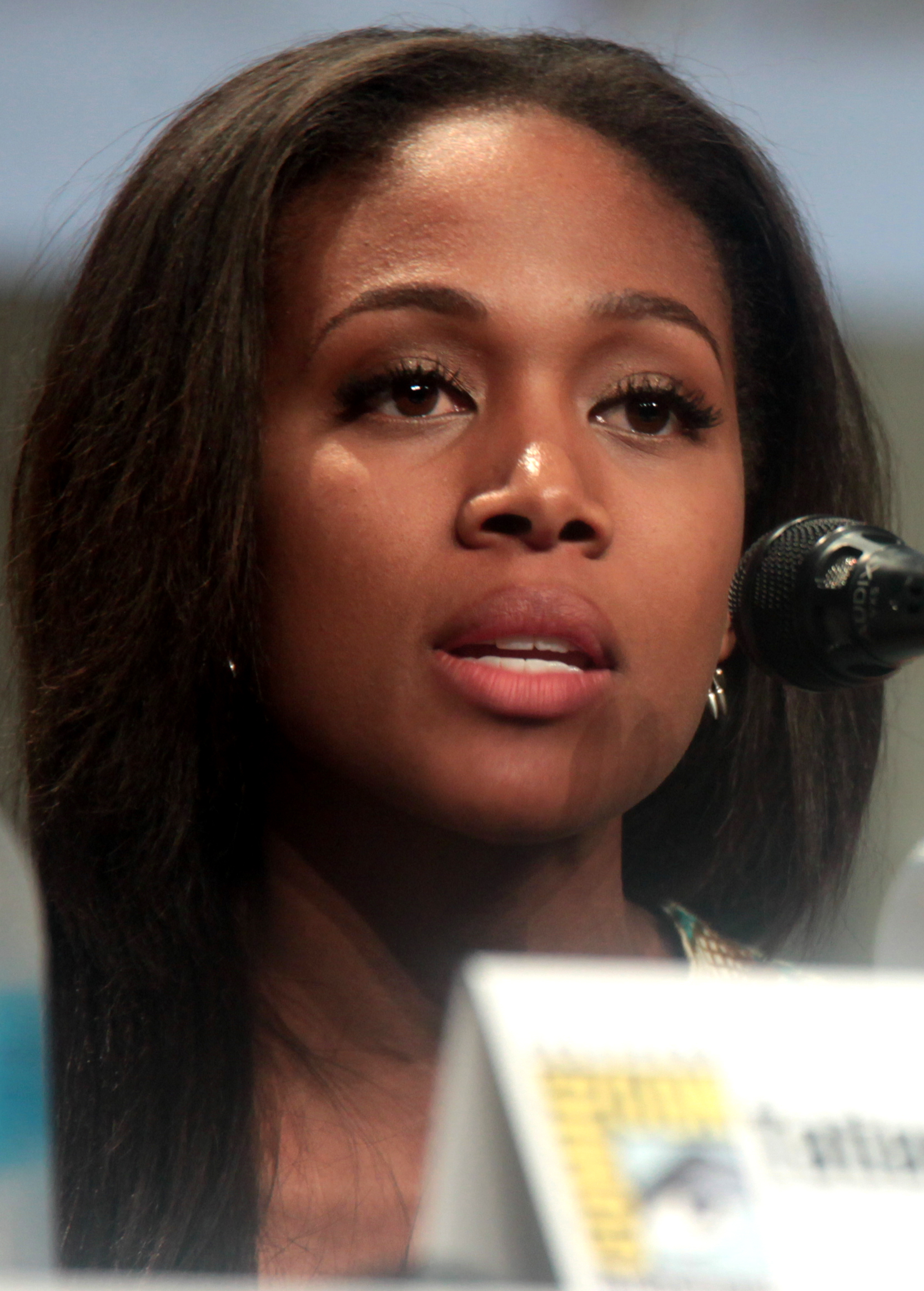
Nicole Beharie interprète Grace Abigail « Abbie » Mills
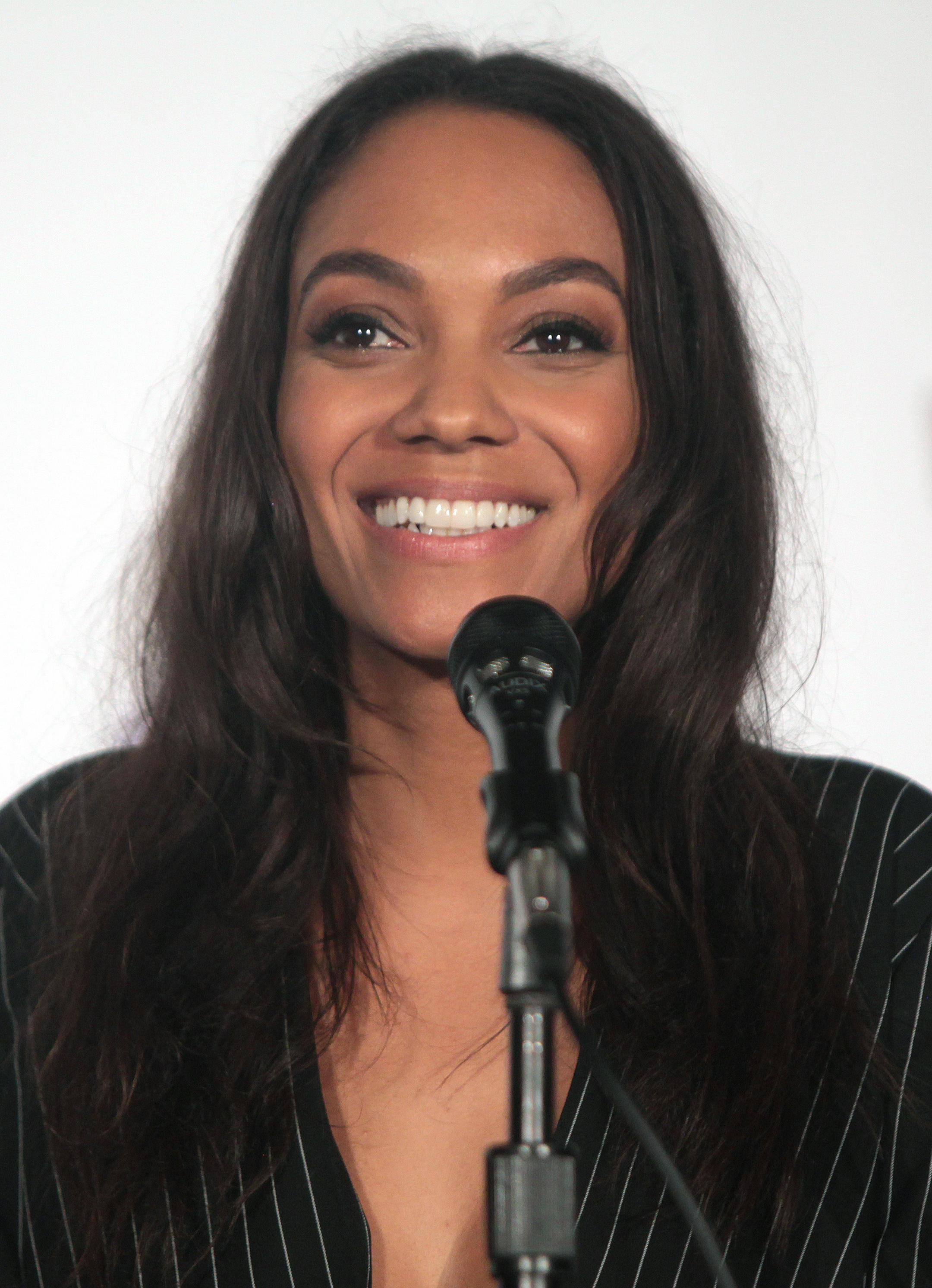
Lyndie Greenwood interprète Jenny Mills
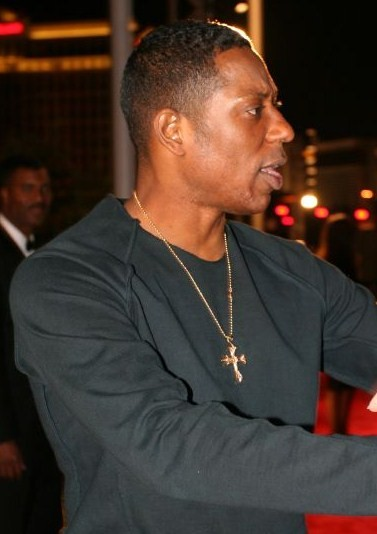
Orlando Jones interprète Frank Irving
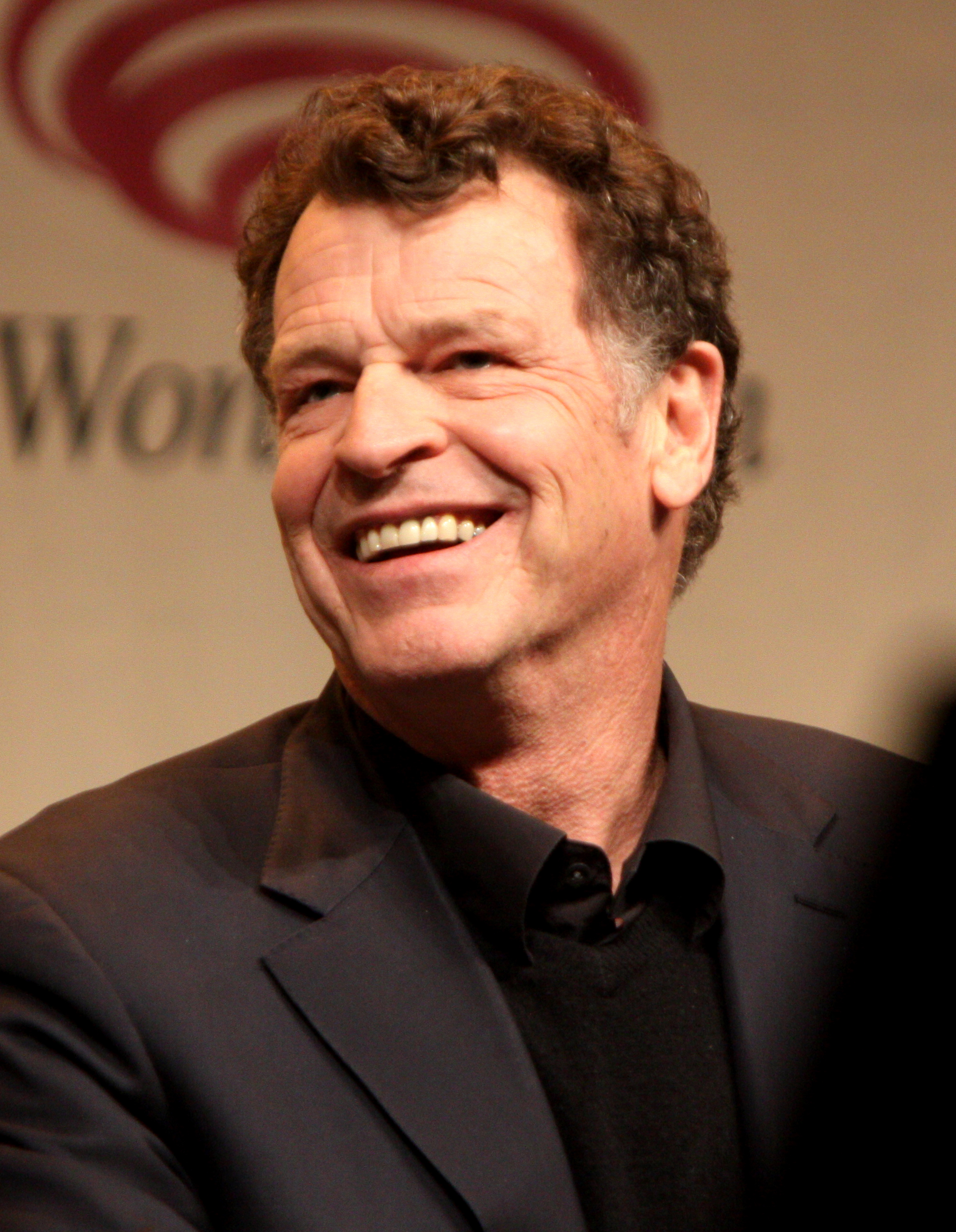
John Noble interprète Henry Parrish / Jérémy Crane
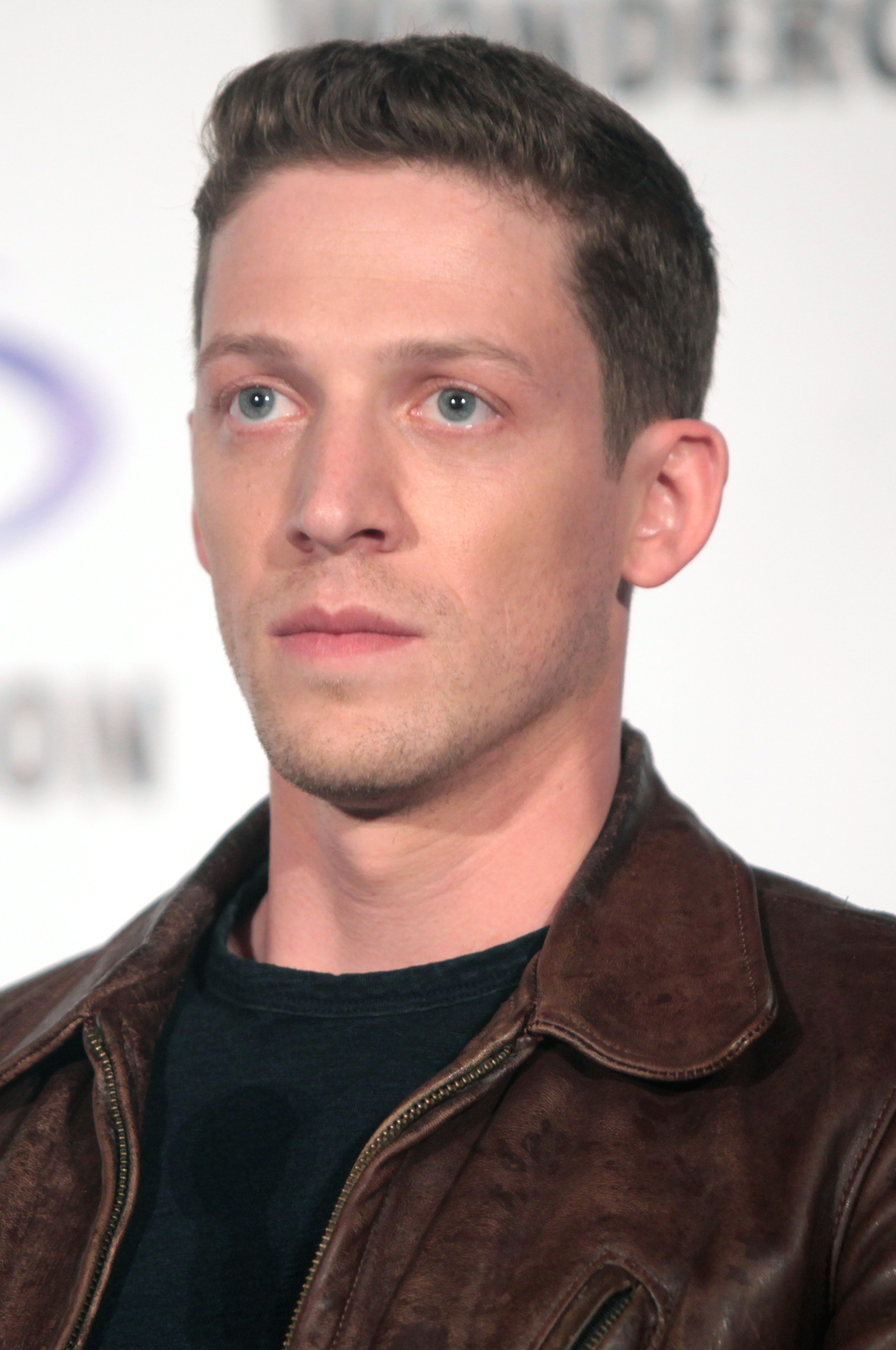
Zach Appelman interprète Joe Corbin
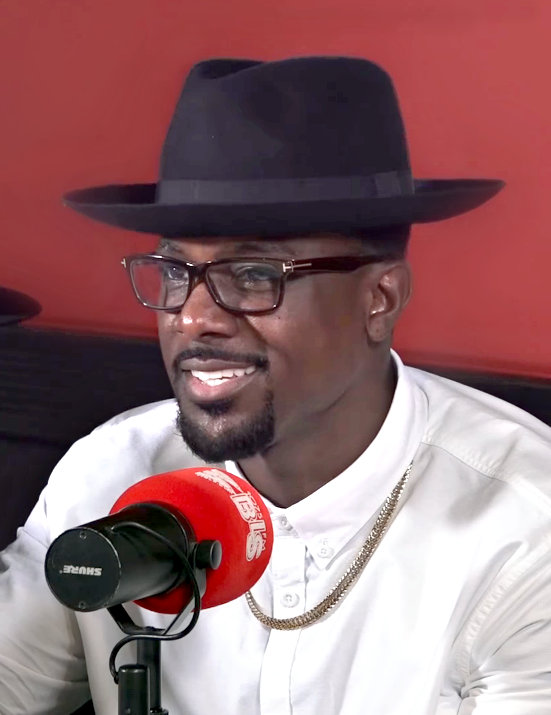
Lance Gross interprète Daniel Reynolds
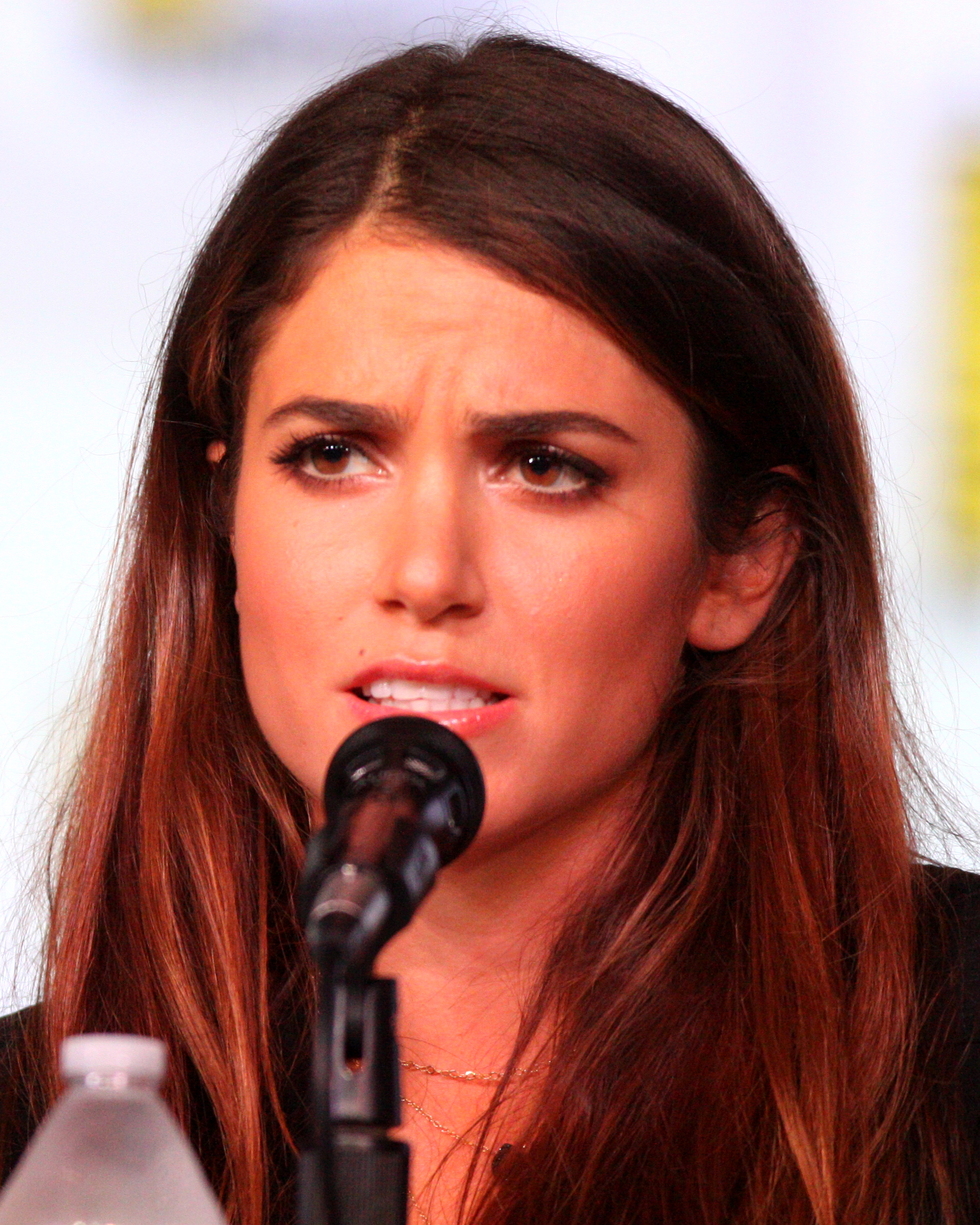
Nikki Reed interprète Betsy Ross
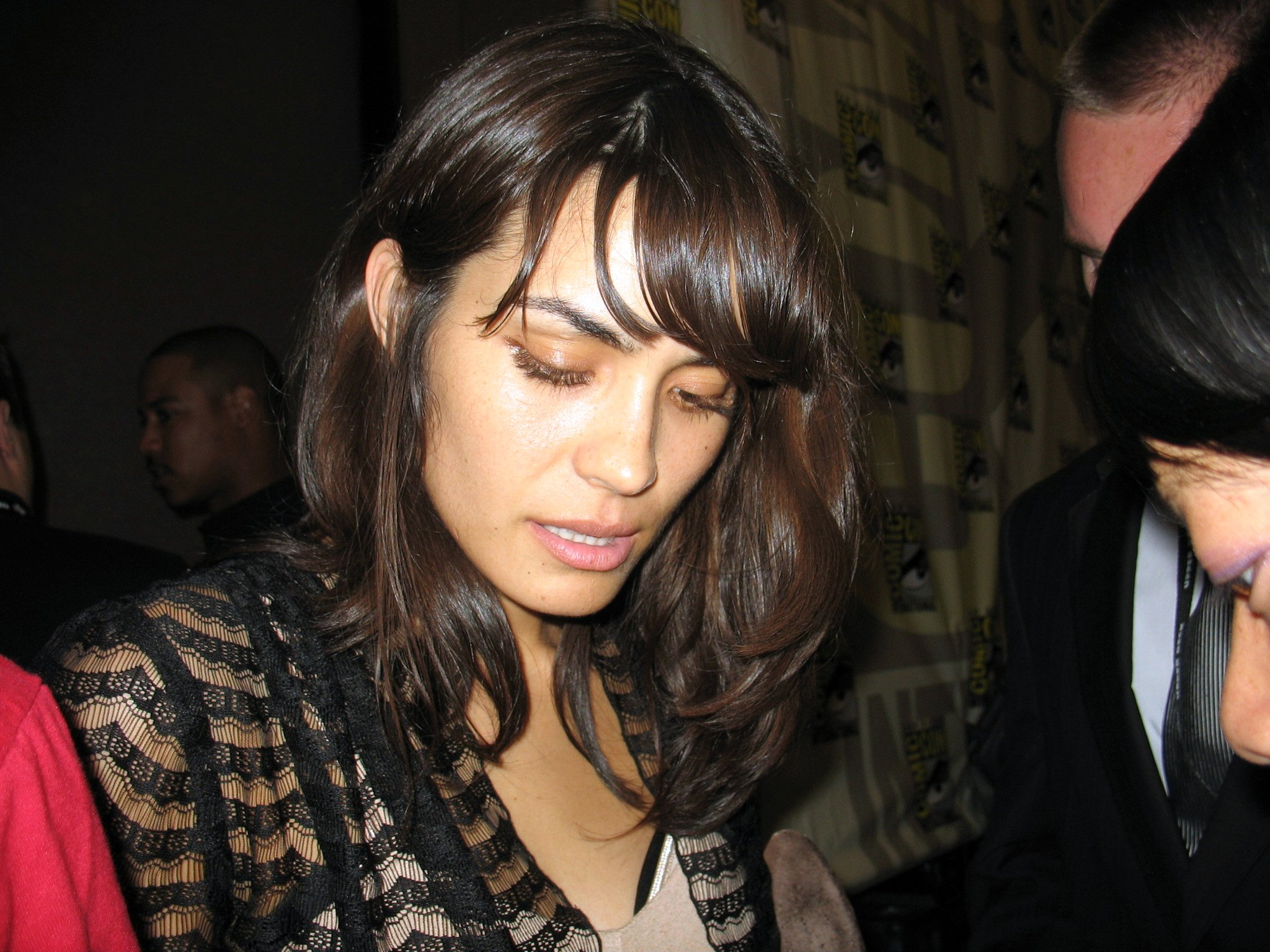
Shannyn Sossamon interprète Pandora

### Acteurs récurrents
- Richard Cetrone : Le cavalier sans tête (saison 1 et 2)
- Neil Jackson (VF : Gilduin Tissier) : Abraham Van Brunt (saison 1 et 2)
- Clancy Brown (VF : Paul Borne) : Shérif August Corbin (saison 1 et 2)
- John Cho (VF : Jérémy Prévost) : Andy Brooks (saison 1, saison 2 épisode 1)
- Nicholas Gonzalez : Luke Morales, ex-petit ami d'Abbie (saison 1)
- Matt Barr (VF : Benjamin Pascal) : Nick Hawley (saison 2)
- Sakina Jaffrey (VF : Marjorie Frantz) : Leena Reyes (saison 2)
- Jessica Camacho (VF : Pascale Chemin) : Sophie Foster (saison 3)
- Janina Gavankar (VF : Alexandra Garijo) : Diana Thomas (saison 4)
- Jeremy Davies (VF : Franck Capillery) : Malcolm Dreyfuss (saison 4)
- Rachel Melvin (VF : Vanessa Van-Geneugden) : Alex Norwood (saison 4)
- Jerry MacKinnon (VF : Mike Fédée) : Jake Wells (saison 4)
- Oona Yaffe (VF : Lola Krellenstein) : Molly Thomas (saison 4)

### Invités
- James Frain (VF : Jean-Pierre Michaël) : Rutledge
- Amandla Stenberg : Macey, fille adolescente de Frank
- Jill Marie Jones (VF : Laurence Charpentier) : Cynthia, ex-femme de Frank
- David Fonteno : Reverend Boland
- Victor Garber : père d'Ichabod
- Elaine Nalee (de) (VF : Marie-Madeleine Burguet-Le Doze) : Docteur
- Craig Stark (VF : Michel Voletti) : Chase Weaver
- Jahnee Wallace (VF : Elsa Bougerie) : Abbie jeune
- India Scandrick (en) : Jenny jeune
- Danny Rawley : Jérémy jeune
- Charles Malik Whitfield (en) (VF : Jean-François Aupied) : Parsons (saison 1, épisode 5)
- Heather Lind : Mary Wells (saison 2)
- Aunjanue Ellis : Lori Mills, mère d'Abbie et Jenny (saison 2)
- Caroline Ford : Lilith / La Succube (saison 2, épisode 6)
- Max Brown (VF : Thomas Roditi) : Orion (saison 2)
- Michelle Trachtenberg : Abigail Adams (saison 2)
- Maya Kazan (VF : Maïa Liaudois) : Zoe Corinth (saison 3)
- Emily Deschanel : Dr Temperance Brennan (saison 3, épisode 5)
- David Boreanaz : Seeley Booth, agent spécial du FBI (saison 3, épisode 5)
- Kamar De Los Reyes (en) : Jobe (saison 4)
- Edwin Hodge : Benjamin Banneker (saison 4)
- Seychelle Gabriel : Lara (saison 4)

## Fiche technique
- Titre original et français : Sleepy Hollow
- Créateurs : Phillip Iscove, Alex Kurtzman, Len Wiseman et Roberto Orci
- Producteurs superviseurs : Phillip Iscove et Douglas Aarniokoski
- Producteurs exécutifs : Albert Kim, Len Wiseman, Heather Kadin, Alex Kurtzman, Roberto Orci, Damian Kindler, Mark Goffman, Raven Metzner, Ken Olin, Clifton Campbell et Russell Lee Fine
- Coproducteurs exécutifs : Jose Molina, Aaron Rahsaan Thomas, Howard Griffiths, Paul A. Edwards et Bryan Q. Miller
- Productions : Heather V. Regnier, Melissa Blake, Neal Ahern Jr., Marc David Alpert, Jane Bartelme, David Blake Hartley, Shernold Edwards, Leigh Dana Jackson, Kristen Reidel, Clayton Townsend et Theo Travers
- Productrice associée : April Nocifora
- Musique : Brian Tyler et Robert Lydecker
- Photographie : Jan Richter-Friis, Tod Campbell, Glen Keenan, Robert LaBonge, John R. Leonetti, Bing Sokolsky, Arthur Albert, Teodoro Maniaci, Kramer Morgenthau et Niels Alpert
- Montage : Andrew Coutts, Scott Gamzon, Steve Haugen, Imelda Betiong, Neil Felder, John L. Roberts, Barbara Gerard, John Refoua, Casey O. Rohrs, Tim Brinker, Casey Brown et Michael N. Knue
- Distribution : Beth Bowling, Kim Miscia, Ross Meyerson, Julie Tucker, Kate Caldwell, Cathy Sandrich Gelfond, Amanda Mackey et Dylann Brander
- Création des décors : Natalie Weinmann, William G. Davis, Kevin Hardison, Scott Cobb, Kevin Gilbert, John Zachary et Alan Hook
- Création des costumes : Kristin M. Burke, Mairi Chisholm et Sanja Milkovic Hays
- Effets spéciaux de maquillage : Anthony Brooks et Mark Nieman
- Effets spéciaux visuels : Pixomondo, BUF, Synaptic VFX, Ghost VFX, Greenhaus GFX
- Sociétés de production : K/O Paper Products, Sketch Films et 20th Century Fox Television
- Société de distribution : 20th Century Fox Television
- Pays d'origine :  États-Unis
- Langue : anglais Dolby Surround
- Format : couleurs
- Genre : Série dramatique, fantastique, d'aventure, policière, thriller
- Ratio écran : 16:9 HD
- Durée : 62 x 44 minutes
- Procédé cinématographique : 2K (Master), 5K (Source Redcode Raw)
- Négatif : Vidéo (HDTV)

## Développement

### Production
Le projet a été présenté à Fox en juillet 2012. Le 22 janvier 2013, Fox a commandé le pilote, puis a commandé la série le 8 mai 2013 et lui a attribué cinq jours plus tard la case horaire du lundi à 21 h à l'automne.
Le 3 octobre 2013, après la diffusion des trois premiers épisodes, la série a été renouvelée pour une deuxième saison de dix-huit épisodes.
Le 18 mars 2015, la série a été reconduite pour une troisième saison de dix-huit épisodes. Un crossover avec la série Bones a eu lieu.
Le 13 mai 2016, la série est renouvelée pour une quatrième saison de treize épisodes.
Le 9 mai 2017, la série est annulée.

### Casting
Les rôles ont été attribués dans cet ordre : Orlando Jones et Katia Winter, Nicole Beharie, Tom Mison et John Cho.
Parmi les acteurs récurrents : Lyndie Greenwood, Nicholas Gonzalez, James Frain, John Noble, Amandla Stenberg, Jill Marie Jones, David Fonteno et Victor Garber.
Pour la deuxième saison, John Noble et Lyndie Greenwood sont promus à la distribution principale.
En mai 2015, Orlando Jones confirme qu'il ne sera pas de retour pour la troisième saison. Puis en juillet, Nikki Reed et Shannyn Sossamon décrochent un rôle principal.
Nicole Beharie et Zach Appelman quittent après la troisième saison. Ils seront remplacés par Janina Gavankar, Jeremy Davies, Rachel Melvin, Jerry MacKinnon et Oona Yaffe. De plus, John Noble sera invité.

## Épisodes

### Première saison (2013-2014)
1. Le Cavalier sans tête (Pilot)
2. La Lune de Sang (Blood Moon)
3. Le Marchand de Sable (For the Triumph of Evil)
4. La Clé de Salomon (The Lesser Key of Solomon)
5. La Colonie Perdue (John Doe)
6. Le Mangeur de péchés (The Sin Eater)
7. La Chevauchée de minuit (The Midnight Ride)
8. Dialogue avec la mort (Necromancer)
9. Le Mal en la demeure (Sanctuary)
10. Le Golem (The Golem)
11. Possession (Vessel)
12. Le Tombeau Oublié (The Indispensable Man)
13. Au purgatoire (Bad Blood)

### Deuxième saison (2014-2015)
Elle a été diffusée du 22 septembre 2014 au 23 février 2015.
1. Les Ténèbres en guerre (This is War)
2. L'Héritier (The Kindred)
3. Le Denier de Judas (Root of All Evil)
4. Le Joueur de flûte (Go Where I Send Thee...)
5. L'Amante éplorée (The Weeping Lady)
6. Wendigo (And the Abyss Gazes Back)
7. Délivrance (Deliverance)
8. Le Sans-Cœur (Heartless)
9. Telle mère, telle fille (Mama)
10. L'Épée de Mathusalem (Magnum Opus)
11. Le Sacrifice d'Abraham (The Akeda)
12. L'Ange-gardien (Paradise Lost)
13. L'Arcane du pendu (Pittura Infamante)
14. Le Rituel de Kali (Kali Yuga)
15. Le Grand Grimoire (Spellcaster)
16. Fenestella (What Lies Beneath)
17. L'Éveil des sorcières (Awakening)
18. Le Sortilège du voyageur (Tempus Fugit)

### Troisième saison (2015-2016)
Elle a été diffusée du 1er octobre 2015 au 8 avril 2016.
1. Les Témoins (I, Witness)
2. Le Poids du secret (Whispers in the Dark)
3. Le Retour de l'éventreur (Blood and Fear)
4. Cauchemar d'enfant (The Sisters Mills)
5. Les Fantômes d'Halloween (Dead Men Tell No Tales)
6. La Dame des Caraïbes (This Red Lady from Caribee)
7. L'Art de la guerre (The Art of War)
8. Novus Ordo Seclorum (Novus Ordo Seclorum)
9. De l'autre côté du miroir (One Life)
10. La Gargouille de Stone Manor (Incident at Stone Manor)
11. Les Âmes sœurs (Kindred Spirits)
12. Le Scarabée doré (Sins of the Father)
13. Les Sables de la vie (Dark Mirror)
14. Promenons-nous dans les bois (Into the Wild)
15. L'Emblème de Thura (Incommunicado)
16. À la lueur de l'aube (Dawn's Early Light)
17. Le Delaware (Delaware)
18. Une âme éternelle (Ragnarok)

### Quatrième saison (2017)
Elle a été diffusée du 6 janvier au 31 mars 2017.
1. Columbia (Columbia)
2. À la vue de tous (In Plain Sight)
3. La Tête de la présidente (Heads of State)
4. L'État contre Ichabod Crane (The People vs. Ichabod Crane)
5. La Pierre philosophale (Blood from a Stone)
6. Rien ne vaut son chez soi (Homecoming)
7. In Loco Parentis (Loco Parentis)
8. Brûlez pour moi (Sick Burn)
9. Jeu d'enfants (Child's Play)
10. Insatiable (Insatiable)
11. Le Cavalier de la guerre (The Way of the Gun)
12. Demain (Tomorrow)
13. La Liberté (Freedom)

## Accueil

### Critiques
Sleepy Hollow a reçu des critiques généralement favorables. Sur Rotten Tomatoes, la première saison obtient une note de 77 %, basée sur 44 avis, avec une note moyenne de 6,6⁄10. Le consensus critique du site est le suivant : "En dépit de son intrigue trop riche, Sleepy Hollow est une aventure amusante avec des scènes d'action excitantes et des valeurs de production étincelantes". indiquant des "commentaires généralement favorables".
La saison 2 a reçu des critiques plus favorables, avec une note de 100 % sur Rotten Tomatoes. Le consensus se lit comme suit: "Sleepy Hollow continue de frapper fort dans sa deuxième saison, avec une écriture fantastique et beaucoup de frissons".

### Audiences
Le pilote a attiré 10,1 millions de téléspectateurs aux États-Unis ainsi que 1,615 million de téléspectateurs au Canada.

#### États-Unis
| Saisons | Années    | Nombre d'épisodes | Audience aux États-Unis (en millions) |
| ------- | --------- | ----------------- | ------------------------------------- |
| 1       | 2013-2014 | 13                | 7.46                                  |
| 2       | 2014-2015 | 18                | 4.57                                  |
| 3       | 2015-2016 | 18                | 3.065                                 |
| 4       | 2017      | 13                | 1.918                                 |

## Produits dérivés

### DVD / Blu-ray

#### DVD (Zone 2 PAL)
- Saison 1 (Fourreau cartonné contenant deux thinpacks de 2 DVD-9 chacun) sorti le 5 novembre 2014 chez Fox Pathé Europa. Le ratio écran est en 1.78:1 panoramique 16:9. L'audio est en français, anglais et espagnol 5.1. Les sous-titres sont en anglais, français, espagnols et néerlandais. En suppléments plusieurs featurettes : Bienvenue à Sleepy Hollow, Mystères et mythologie de Sleepy Hollow, Scènes coupées, Les Dossiers de Corbin, Bienvenue au XXIe siècle, Monsieur Crane, Le Cavalier, La Tête du Cavalier, commentaire audio, bêtisier. (ASIN B00MI50DVG)
- Saison 2 (Coffret Scanavo contenant 5 DVD-9) sorti le 1er avril 2016 chez Fox Pathé Europa. Le ratio écran est en 1.78:1 panoramique 16:9. L'audio est en français, anglais et allemand 5.1. Les sous-titres sont en anglais, français, néerlandais et allemands. En supplément plusieurs featurettes : Mystères et mythologie : les secrets de la saison 2, Monstres et chaos : les créatures de la saison 2, le scénario, Scènes coupées, bêtisier, commentaires audio. (ASIN B01A01YPNQ)
- L'intégrale des Saisons 1 & 2 (Coffret regroupant les deux précédents dans un boîtier cartonné) sorti le 4 novembre 2015 chez Pathé Fox Europa. (ASIN B0131MMG1Y)
- Saison 3 (Coffret Scanavo transparent contenant 5 DVD-9 sous étui cartonné) sorti le 19 septembre 2016 chez Fox UK. Le ratio écran est en 1.78:1 panoramique 16:9. L'audio est en français et anglais 5.1. Les sous-titres sont en anglais, français, danois, néerlandais, finlandais, norvégiens et suédois. En supplément : 33 minutes de scènes supprimées et un bêtisier d'un peu plus de 4 minutes. (ASIN B01IF47FAU)
- Saison 4 (Coffret Scanavo noir contenant 4 DVD-9) sorti le 1er novembre 2018 chez Fox Benelux. Le ratio écran est en 1.78:1 panoramique 16:9. L'audio est en anglais 5.1. Les sous-titres sont en anglais et français. Pas de suppléments. (ASIN B079ZT45YV)

#### Blu-ray
- Saison 1 (Coffret cartonné contenant un boitier de 3 BD-50) sorti le 5 novembre 2014 chez Fox Pathé Europa. Le ratio écran est en 1.78:1 panoramique 16:9 natif en 1080p. L'audio est en français et anglais 5.1 DTS HD. Les bonus sont identiques au coffret DVD mais en haute définition. Il s'agit d'une édition Zone B. (ASIN B00MI50DQ6)

## Distinctions

### Nominations
- 45e cérémonie des NAACP Image Awards :
  - Meilleure actrice dans une série dramatique pour Nicole Beharie
- 46e cérémonie des NAACP Image Awards :
  - Meilleure actrice dans une série dramatique pour Nicole Beharie
- 40e cérémonie des People's Choice Awards :
  - Meilleure série dramatique
- 40e cérémonie des Saturn Awards :
  - Meilleure série diffusée sur les réseaux nationaux
- 41e cérémonie des Saturn Awards :
  - Meilleure série diffusée sur les réseaux nationaux
- 16e cérémonie des Teen Choice Awards :
  - Meilleure série de science-fiction ou fantastique
  - Meilleure actrice révélation pour CCH Pounder
- Fangoria Chainsaw Awards :
  - Meilleure actrice pour CCH Pounder
- 19e cérémonie des Satellite Awards :
  - Meilleure série de genre
- 19e cérémonie des Costume Designers Guild Awards :
  - Meilleure série fantastique